# Compromiso de Breda
El compromiso de Breda, también llamado compromiso de los nobles, fue un documento presentado en 1566 por una parte de la nobleza de los Países Bajos españoles a la gobernadora Margarita de Parma, en el que aquellos solicitaban la libertad de culto religioso y la abolición de la Inquisición. Su rechazo por parte de las autoridades españolas fue uno de los motivos principales que provocaron la guerra de los Ochenta Años. 

## Antecedentes
En 1516 Carlos I, soberano de los Países Bajos nacido en Gante y educado en Flandes por su tía Margarita de Austria. Heredó la corona de los reinos de España de su abuelo Fernando el Católico.
Tras su abdicación en 1555 y 1556 fue su hijo Felipe II quien le sucedió en el trono de ambos países (además de Nápoles, Sicilia, Cerdeña y las colonias americanas). Felipe II, criado en España y educado en el catolicismo estricto, reprimió la libertad de culto religioso, nombrando al cardenal Granvela presidente del consejo de estado, estableciendo la Inquisición, situando en los puestos de responsabilidad a funcionarios españoles en detrimento de los holandeses y haciendo caso omiso de las protestas populares que éstos presentaban por su gestión.

## Protesta holandesa
Unidos católicos y protestantes de la nobleza holandesa, encabezados por Guillermo de Orange, consiguieron la dimisión de Granvela en 1564 y maniobraron para conseguir la autonomía dentro del Imperio español y la libertad religiosa.
El 2 de abril de 1566, doscientos representantes de la nobleza de los Países Bajos encabezados por Guillermo de Orange, Luis de Nassau, Adolf van Nieuwenaar y Enrique, conde de Brederode presentaron a Margarita de Parma, hermana de Felipe II y gobernadora de los Países Bajos en esa fecha, el Compromiso de Breda, una reclamación formal en la que pedían la abolición de la Inquisición y la libertad de culto religioso, pero sin discutir la autoridad del rey de España. Margarita de Parma aconsejó moderación, pero la respuesta de Felipe II fue tajante: su negativa a las solicitudes de los nobles holandeses fue rotunda, decretando la aplicación íntegra de las disposiciones del concilio de Trento y la obligatoriedad del catolicismo, tal vez influido por los hechos que habían ocasionado las guerras de religión en Francia.

## Consecuencias
Entre el 10 de agosto y octubre de ese mismo año la situación degeneró en revueltas populares: los protestantes calvinistas allanaron y destruyeron las iglesias e imágenes católicas y alborotaron el país entero. En un principio las fuerzas de la gobernadora Margarita, al mando de  Felipe de Noicarmes y Juan de Ligne, consiguieron reprimir la rebelión. Tomando el 27 de diciembre Wattrelos, el 29 Lannoy, el 2 de enero de 1567 Tournai, el 13 de marzo  Oosterweel, el 24 de marzo Valenciennes y Limburgo, Bolduque el 11 de abril y el 3 de mayo el castillo de Brederode, restableciendo el orden.
En agosto de 1567 llegaría a los Países Bajos al frente de los tercios el duque de Alba Fernando Álvarez de Toledo, quien se encargaría de sofocar las rebeliones con dureza: fundó el 5 de septiembre el Tribunal de los Tumultos para juzgar a los responsables de los desórdenes (llamado el Tribunal de la Sangre por el rigor de sus condenas), y ordenó prender y ejecutar al conde de Egmont, al conde de Horn y a Floris de Montmorency quienes, aun siendo católicos, habían simpatizado con el movimiento nacionalista holandés. La represión obligaría al exilio a muchos partidarios de la causa holandesa, entre ellos al propio Guillermo de Orange y Enrique de Brederode que murió el 15 de febrero de 1568 en Recklinghausen tras huir de Vianen. 
La represión de las libertades religiosas sería una de las causas que llevarían a los Países Bajos a rebelarse contra la dominación española, desembocando en la guerra de los Ochenta Años que se prolongaría hasta 1648 con el reconocimiento oficial por parte de España de su independencia en el Tratado de Münster y el mantenimiento de gran parte de los territorios de mayoría católica dentro de los Países Bajos Españoles. Ya que las Provincias Unidas no respetaban la libertad religiosa de los católicos.